# Златка Якобсона
Златка Якобсона (лат. Capnodis jaсobsoni) — вид жуков-златок рода Capnodis из подсемейства Chrysochroinae.

## Описание
Жук длиной до 23 мм. Окраска чёрная, слабо блестящая, почти без точек, с белым восковым налётом. Вершины надкрыльев не выемчатые. Средние голени самца без зубца, усики пильчатые. Переднегрудь плотно прилегает к среднегруди. Лапки 5‑члениковые, первые 4 членика с перепончатыми подушками.
Личинки безногие, плоские, с сильно расширенной переднегрудью.

## Ареал
Туркменистан (Копетдаг, Бадхыз), Северный Иран. Жуки населяют ущелья с древесно-кустарниковой растительностью.

## Биология
Особенности биологии недостаточно изучены. Жуки встречается днём в июле на миндале (Аmygdalus sp.). Личинки развиваются в древесине миндаля, питаются живыми растительными тканями и проделывают галереи и ходы подкорой деревьев и кустарников. Зимуют взрослые жуки в камерах окукливания.

## Охрана
Внесён в Красную книгу Туркменистана. Охраняется в Копетдагском и Бадхызском государственных заповедниках.